# حبیبه آتا فورسون
حبیبه آتّا فورسون (زادهٔ ۱۸ اوت ۱۹۴۵) مدیر باسابقهٔ فوتبال غنا و ورزشکار سابق دو و میدانی غنایی است.در ۲۴ اکتبر ۲۰۱۹، او برای عضویت در شورای اجرایی اتحادیهٔ فوتبال غنا به رقابت پرداخت و موفق شد در شورای اجرایی فدراسیون فوتبال غنا حضور داشته باشد و تنها زنی باشد که در حال حاضر در شورای اجرایی اتحادیهٔ فوتبال غنا مشغول به کار است. او به عنوان اولین کسی که فوتبال زنان را در غنا معرفی کرد، شناخته شده است. او همچنین بنیانگذار باشگاه بانوان افسانه‌ای، یکی از تیم‌های محبوب فوتبال زنان در غناست.

## زندگی اولیه
فورسون تحصیلات ابتدایی خود را در یاا آچیا گیلرز بیسیک در کوماسی آغاز کرد، جایی که عشق او به ورزش آشکار شد.او به دبیرستان آی. تی احمدیه، کوماسی رفت جایی که او به پرورش و توسعهٔ مهارت‌های خود در پرش ارتفاع و سایر رویدادهای دو و میدانی ادامه داد. زمانی که در مدرسه بود در جشنواره‌های ملی ورزشی، نمایندهٔ منطقهٔ آشانتی بود که با کسب مدال در پرش ارتفاع، پرتاب نیزه و مسابقات دو ۴ در ۱۰۰ متر امدادی برتری یافت.

## پیشه

### دو و میدانی
در سال ۱۹۶۵، در طول اولین بازی‌های سراسری آفریقا که در برازاویل برگزار شد، او بخشی از تیم ورزشکاران دو و میدانی غنا بود و در مسابقهٔ پرش ارتفاع، نقره گرفت. او همچنین یکی از اعضای تیمی بود که در مادهٔ دوی ۴ در ۱۰۰ متر امدادی نیز نقره گرفت.
بین سال‌های ۱۹۶۲ تا ۱۹۶۵، فورسون با قهرمانی متوالی در مسابقات قهرمانی پرش ارتفاع کشور و ثبت رکورد ملی در سال ۱۹۶۳، تأثیر زیادی در دو و میدانی گذاشت؛ رکوردی که قبل از شکسته شدن آن به مدت پنج سال دست‌نیافتنی باقی مانده بود. در سال ۱۹۷۷، او برندهٔ مسابقات قهرمانی تنیس منطقه‌ای شد و در آن زمان از مسابقات دو و میدانی فعال کنار رفت.

### مدیریت فوتبال
فورسون، کارمند و مربی دانشکدهٔ متوسطهٔ فنی کوماسی (KISCO) بود. او به خاطر نقش مهمش در تبدیل بازیکنانی مانند فریمپونگ مانسو از یک مهاجم به مدافع و جورج کندی برای تبدیل شدن به یک مهاجم مهلک در صحنهٔ محلی شناخته شده است. فریمپونگ مانسو در ادامه برای تیم‌های آسانته کوتوکو و تیم ملی غنا بازی کرد.
در سال ۱۹۸۵، فورسون تیم بانوان افسانه‌ای در لیگ برتر زنان غنا را با نام «آشتون لیدیز» راه‌اندازی کرد. او در دو نوبت برای پستی در کمیتهٔ اجرایی اتحادیه فوتبال غنا از طریق تنها جایگاه اعضای مؤسسه رقابت کرد، اما از لینیر آدی باخت.با این حال، در اکتبر ۲۰۱۹، او یک جایگاه در کمیتهٔ اجرایی از طریق جایگاه تازه ایجاد شدهٔ فوتبال زنان به دست آورد.او هشت رأی از ۱۶ رأی موجود را به دست آورد.یکی از وظایف او به عنوان نمایندهٔ زنان، همکاری با ناآ اودوفولی نورتی برای ارائهٔ یک سند سیاست جامع دربارهٔ فوتبال زنان بود.
در سال ۲۰۲۰، او به عنوان رئیس کمیتهٔ مدیریت بلک کوئینز منصوب شد و در سال ۲۰۲۱ نیز این سمت را حفظ کرد. پیش از آن، او چندین سال به عنوان عضو کمیته خدمت کرده است. او همچنین به عنوان عضوی از چندین کمیتهٔ ورزشی دیگر از جمله لیگ منطقه‌ای زنان آشانتی و کمیته‌های نوجوانان کار کرد. در دسامبر ۲۰۱۹، او به عنوان رئیس کمیتهٔ جام حذفی زنان غنا منصوب شد و این سمت را در سال ۲۰۲۱ نیز حفظ کرد.
او همچنین یکی از اعضای مدیریت سابق کوماسی آسانته کوتوکو است.

## زندگی شخصی
فورسون شش فرزند دارد.

## افتخارات
در ژوئن ۲۰۲۱، در جریان جوایز فوتبال غنا در سال ۲۰۲۱، فورسون به دلیل مشارکت بی‌شمارش در فوتبال غنا و به‌ویژه فوتبال زنان در غنا، مفتخر به دریافت جایزه دستاورد ویژه شد.